# Tarna (település)
Tarna (szlovákul: Trnava pri Laborci) község Szlovákiában, a Kassai kerület Nagymihályi járásában.

## Fekvése
Nagymihálytól 8 km-re északra, A Széles-tó, a Vihorlát-hegység és a Laborc-folyó között található.

## Története
1249-ben abban az oklevélben említik először, melyben Szobeszláv fia Péter és felesége Agáta három falut, Tarnát, Vinnát és Zalacskát lányainak, Katalinnak és Petronellának adományozza. Az oklevél a települést „Turnua” alakban említi. 1258-ban Petronella a nagymihályi uradalomban fekvő birtokait, így Tarnát is testvérének, Katalinnak adja. Ebben az oklevélben „Tornoa” néven szerepel.
A 14. század első felében a birtokosok beleegyezésével a német jog alapján soltész útján új falut építettek, mely szintén önálló község lett és 1408-ban már „Kys Tarna”, illetve 1418-ban „Alsotarna” néven említik. 1374-ben Tarnán fatemplom is állt, melyet valószínűleg az új betelepülők építettek a 14. század közepén. 1427-ben a bírón és a soltészon kívül az öt birtokos családnak 43 portája adózott. A 15. és 16. század fordulóján sok lakos elvándorolt. A két falu a 16. században Kis- és Nagytarna néven bukkan fel. 1567-ben 12 és fél, 1588-ban 7 portája adózott. 1599-ben Nagytarna 44, Kistarna 15 házzal rendelkezett, a falvakat kizárólag jobbágyok lakták.  1715-ben 7 jobbágy és egy zsellér, 1720-ban csak 6 jobbágy háztartása volt. Lakói részben római, részben görögkatolikusok voltak.
A 18. század végén, 1799-ben Vályi András így ír róla: „TARNA. Elegyes falu Ungvár Várm. földes ura Szirmay Uraság, lakosai többfélék, fekszik Vinnának szomszédságában, mellynek filiája; határja jó, vagyonnyai jelesek.”
1828-ban 49 házában 466 lakos élt.
Fényes Elek 1851-ben kiadott geográfiai szótárában így ír a faluról: „Tarna, orosz falu, Ungh vmegyében, ut. p. Nagymihályhoz északra 1 1/2 órányira: 87 romai, 334 görög kath., 20 evang., 33 zsidó lak., görög kath. paroch. templommal, szőlőheggygyel, erdővel. F. u. gr. Sztáray Vincze özvegye és örökösei.”
A 19. század végén sok lakója vándorolt ki a tengerentúlra. A falu utolsó birtokosai az Ehrenheim és Sztáray családok voltak. 1920-ig Ung vármegye Szobránci járásához tartozott.

## Népessége
| Év:            | 1994. | 2004.   | 2014.    | 2024.   |
| -------------- | ----- | ------- | -------- | ------- |
| Emberek száma: | 551   | 532     | 591      | 640     |
| Eltérés:       |       | -3,44 % | +11,09 % | +8,29 % |

| Év:            | 2023. | 2024.   |
| -------------- | ----- | ------- |
| Emberek száma: | 636   | 640     |
| Eltérés:       |       | +0,62 % |

1910-ben 676, túlnyomórészt ruszin anyanyelvű lakosa volt.
2001-ben 516 lakosából 493 szlovák volt.
2011-ben 568 lakosából 549 szlovák volt.

## Nevezetességei
- Görögkatolikus temploma 1713-ban épült barokk stílusban, 1870-ben megújították.
- Az Ehrenheim család kastélya 18. századi barokk-klasszicista stílusú, 1953 után átépítették.
- Felette keletre magasodik a vinnai vár romja.

## Neves személyek
- Itt született 1889-ben Ortutay Jenő görögkatolikus kanonok, szentszéki tanácsos, magyar országgyűlési képviselő.
- Itt született 1893. május 25-én Viliam Gano szlovák gyógypedagógus.